# Mesapamea maderensis
Mesapamea maderensis är en fjärilsart som beskrevs av Rudolf Pinker 1971. Mesapamea maderensis ingår i släktet Mesapamea och familjen nattflyn. Inga underarter finns listade i Catalogue of Life.